# Ebern
Ebern – miasto w Niemczech, w kraju związkowym Bawaria, w rejencji Dolna Frankonia, w regionie Main-Rhön, w powiecie Haßberge, siedziba wspólnoty administracyjnej Ebern. Leży w Haßberge, ok. 22 km na północny wschód od Haßfurta, nad rzeką Baunach, przy drodze B279 i linii kolejowej Maroldsweisach – Bamberg.

## Dzielnice
W skład miasta wchodzą następujące dzielnice: 
| - Albersdorf - Bischwind a. Raueneck - Bramberg - Brünn - Eichelberg - Eyrichshof z Rotenhan, Kurzewind i Siegelfeld - Fischbach - Frickendorf - Heubach - Höchstädten | - Jesserndorf - Neuses am Raueneck - Reutersbrunn - Ruppach - Unterpreppach - Vorbach - Weißenbrunn z Gemünd i Welkendorf |

## Polityka
Burmistrzem jest Jürgen Hennemann. Rada miasta składa się z 20 członków:
|      | CSU | SPD | Wolni Wyborcy | FDP | Razem     |
| 2002 | 9   | 7   | 3             | 1   | 20 miejsc |

### Współpraca
Miejscowość partnerska:
- Strass im Zillertal, Austria

## Zabytki i atrakcje
- późnogotycki kościół parafialny pw. św. Laurentego (St. Laurentius)
- późnogotycka kaplica Maryjna na cmentarzu
- zabytkowy ratusz
- wieża z bramą Grauturm
- muzeum w wieży Grauturm
- fontanna na Rynku
- zamek Eyrichshof
- zamek Rotenhan
- zamek Rauheneck
- kirkut